# Propithecus candidus
Propithecus candidus , ibland kallad silkessifaka, är en primat i släktet sifakor som förekommer på norra Madagaskar. Djurets taxonomiska status är omstridd. Wilson & Reeder (2005) räknar den som underart till diademsifaka och IUCN godkänner Propithecus candidus som art.

## Utseende
Denna sifaka når en kroppslängd (huvud och bål) av 48 till 54 cm och en svanslängd av 45 till 51 cm. Vikten varierar mellan 5 och 6,5 kg. Pälsen är lång och mjuk och nästan helt vitaktig. Bara på huvudets topp kan det finnas en silvergrå "mössa". Ansiktet är nästan helt naken och allmänt svart. Ibland är ansiktet rosa då individen saknar pigment där. Liksom de flesta andra sifakor har Propithecus candidus orangeröda ögon.

## Utbredning och habitat
I utbredningsområdet på norra Madagaskar finns kulliga områden och låga bergstrakter. Arten lever upp till 1 875 meter över havet. Habitatet utgörs främst av fuktiga skogar.

## Ekologi
Propithecus candidus är aktiv på dagen och vilar på natten uppe i träd. Den äter huvudsakligen blad och frukter samt några blommor och bark. Ibland intar djuret jord, troligen för att kompensera giftiga ämnen i omogna frukter.
Föräldrarna tillsammans med deras ungar bildar en flock och sällsynt kan flera föräldrapar ingå i en flock. Gruppens revir är upp till 44 hektar stort. Parningstiden infaller mellan november och januari och honan är fruktsam under en enda dag om året. Cirka sju månader senare föder honan ett enda ungdjur. Ungen håller sig i början fast i moderns päls vid magen och senare även på ryggen. Honan blir ytterst sällan dräktig igen samma år som hon fött en unge.

## Hot och status
Arten hotas främst av skogsavverkningar samt i viss mån av jakt. I utbredningsområdet finns två skyddsområden (däribland en nationalpark) men även där finns trädtjuvar. IUCN uppskattar att antalet vuxna individer är mindre än 250 och listar Propithecus candidus som akut hotad (CR).